# Kigoma (regio)
Kigoma is de westelijkste regio van Tanzania en telt ruim 2,1 miljoen inwoners (2012). De regionale hoofdstad is het gelijknamige Kigoma.

## Grenzen
De regio grenst aan twee buurlanden van Tanzania:
- Aan vier provincies van Burundi in het noordwesten (van noord naar zuid):
  - Cankuzo.
  - Ruyigi.
  - Rutana.
  - Makamba.
- Aan het Tanganyikameer in het zuidwesten met aan de overzijde twee provincies van de Democratische Republiek Congo (van noord naar zuid):
  - Zuid-Kivu.
  - Tanganyika.

Kigoma deelt verder een grens met vier andere regio's:
- Kagera in het noorden.
- Geita in het oosten.
- Tabora in het zuidoosten.
- Katavi in het zuiden.

## Districten
De regio is onderverdeeld in acht districten:
- Buhigwe
- Kakondo
- Kasulu Stad
- Kibondo
- Landelijk Kasulu
- Landelijk Kigoma
- Kigoma-Ujiji Stad
- Uvinza